# 황상 (전한)
황상(黃賞, ? ~ 기원전 22년)은 전한 후기의 제후로, 경조윤 두릉현(杜陵縣) 사람이다. 승상 황패의 아들이다.

## 생애
감로 3년(기원전 51년), 황패의 뒤를 이어 건성후(建成侯)에 봉해졌다.
양삭 3년(기원전 22년)에 죽으니 시호를 사(思)라 하였고, 작위는 아들 황보가 이었다.

## 출전
- 반고, 《한서》 권18 외척은택후표

| 선대 아버지 건성정후 황패 | 전한의 건성후 기원전 51년 ~ 기원전 22년 | 후대 아들 건성충후 황보 |